# Il Solco
Il Solco (с итал. — «борозда, канавка») — итальянское издательство, основанное в 1920 году в Читта-ди-Кастелло доном Энрико Джованьоли, юристом Джулио Пьеранджели (ит.) и Густавом Биоли.

## История
Логотип Il Solco состоял из открытой книги, лопаты и девиза «Dissodare» (распахивать, поднимать целину). Первой опубликованной работой был перевод (первый в Италии) книги Пьера-Жозефа Прудона «Политическая способность рабочего класса», выполненный самим Джулио Пьеранджели. После публикации произведений Токвиля, Ленина и Зиновьева издательство специализировалось на публикации авангардных текстов и книг по истории, философии, литературе, религии. Среди авторов были востоковед Джузеппе Туччи, политик Меуччио Руини (ит.), богослов Эрнесто Буонайути (ит.). Издательством также интересовались Гаэтано Сальвемини и Пьеро Гобетти.
29 января 2016 года был представлен библиотечный каталог «Il Solco» за 1920—1923 годы вместе с каталогом издательства Paci «La Tifernate» — издатель G. Paci под редакцией Энрико Пачи.